# Artemisia genipi
Artemisia genipi es una especie de arbusto del género Artemisia.

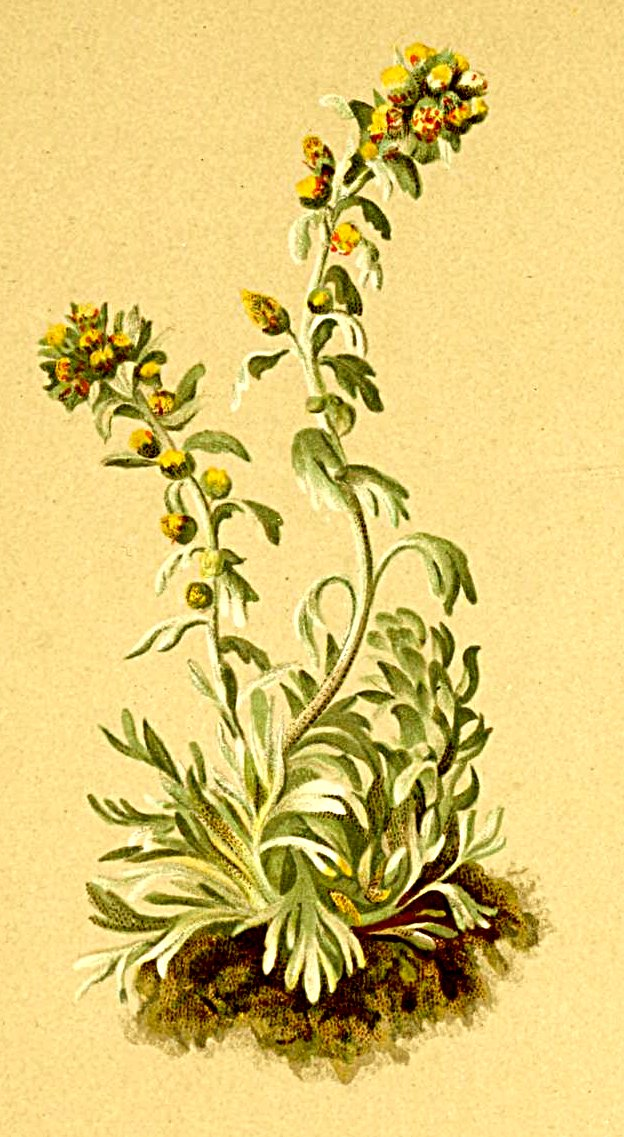
Ilustración

## Distribución y hábitat
Crece en el entorno alpino, incluyendo morrenas, grietas en las rocas y pedregales a una altitud de entre 2400 y 3500 m sobre el nivel del mar. Es escaso. Se encuentra en los Alpes, especialmente en los Alpes occidentales.

## Usos
Es un ingrediente básico en la preparación de licor aromático Genepi.

## Taxonomía
Artemisia genipi fue descrita por Weber ex Johannes Paul Stechmann y publicado en Artemis. 17. 1775
Etimología
Hay dos teorías en la etimología de Artemisia: según la primera, debe su nombre a Artemisa, hermana gemela de Apolo y diosa griega de la caza y de las virtudes curativas, especialmente de los embarazos y los partos. Según la segunda teoría, el género fue otorgado en honor a Artemisia II, hermana y mujer de Mausolo, rey de la Caria, 353-352 a. C., que reinó después de la muerte del soberano. En su homenaje se erigió el Mausoleo de Halicarnaso, una de las siete maravillas del mundo. Era experta en botánica y en medicina.
genipi: epíteto
Sinonimia
- Absinthium tanacetifolium (L.) Gaertn.
- Artemisia bocconei All.
- Artemisia laciniata f. dissecta Pamp.
- Artemisia macrophylla Fisch. ex Besser
- Artemisia mertensiana Wallr.
- Artemisia mirabilis Rouy
- Artemisia orthobotrys Kitag.
- Artemisia racemosa Miégev.
- Artemisia rupestris Vill.
- Artemisia serreana Pamp.
- Artemisia spicata (Baumg.) Wulfen ex Jacq.
- Artemisia sylvatica Ledeb.
- Artemisia tanacetifolia All.[4]